# 圣桑福里安
圣桑福里安（法語：Saint-Symphorien，法語發音：[sɛ̃ sɛ̃fɔʁjɛ̃]）是法国德塞夫勒省的一个市镇，属于尼奥尔区。

## 地理
圣桑福里安（46°15'50"N, 0°29'30"W）面积19.01 平方千米，位于法国新阿基坦大区德塞夫勒省，该省份为法国西部内陆省份，北起曼恩-卢瓦尔省，西接旺代省，南至夏朗德省和滨海夏朗德省，东临维埃纳省。
与圣桑福里安接壤的市镇（或旧市镇、城区）包括：艾夫尔、贝西讷、弗龙特奈罗昂罗昂、尼奥尔。

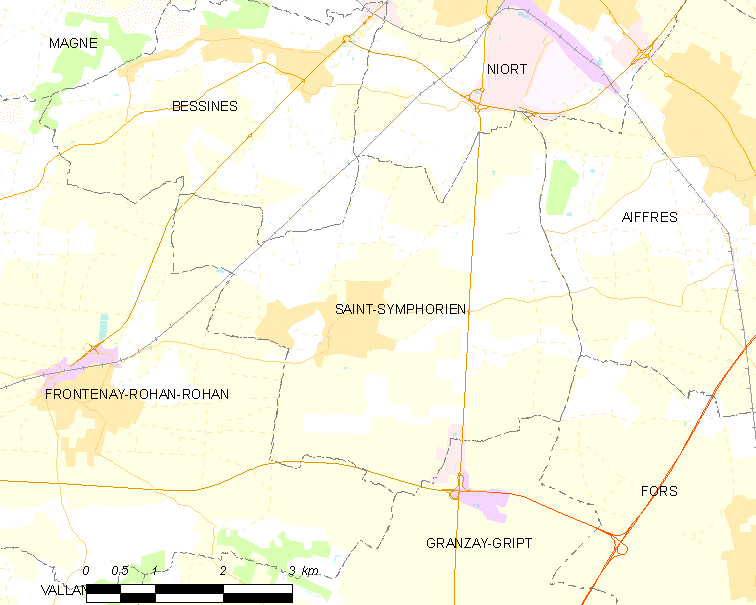
圣桑福里安的OSM定位图

圣桑福里安的时区为UTC+01:00、UTC+02:00（夏令时）。

## 行政
圣桑福里安的邮政编码为79270，INSEE市镇编码为79298。

## 政治
圣桑福里安所属的省级选区为弗龙特奈罗昂罗昂县。

## 人口

1962-2008年间圣桑福里安人口变化图示

圣桑福里安于2022年1月1日时的人口数量为1986人。